# Заједничка привремена административна структура
Заједничка привремена административна структура (енгл. Joint Interim Administrative Structure; скраћено ЗПАС) био је привремени управни орган на Косову и Метохији који је у децембру 1999. године основао УНМИК. Године 2001. ЗПАС је замењен привременим институцијама самоуправе (ПИС) након избора за представнике ове нове институције.

## Структура
ЗПАС је био подељен у следеће одсеке:
- Прелазни савет — 35-члано саветодавно тело у „законодавном стилу” које је заступало ставове косовских група заинтересованих страна.[3] Ове групе су чиниле политичке странке, верске организације, националне мањине и групе које представљају цивилно друштво. Савет је имао овлашћења да врши контролу над косовским административним одељењима.
- Привремени управни савет — тело „кабинетског стила” које је саветовало специјалног представника генералног секретара о политикама које се односе на друга тела ЗПАС. Састојао се од 8 чланова, 4 које су предложиле Уједињене нације, 3 представника косовских Албанаца и 1 представник косовских Срба. Представници косовских Албанаца били су Ибрахим Ругова, Хашим Тачи и Реџеп Ћосја. Српска чланица Рада Трајковић представљала је Српски национални савет за Косово и Метохију и учествовала је само као посматрач.[4][5] Специјални представник је радио као председавајући без права гласа.
- Управна одељења — током 2000. године успостављено је 19 административних одељења и сваки од њих је био на челу са једним шефом УНМИК-а и Косова и Метохије.[6] Ова одељења су настављена након преласка на ПИС.
- Општински управни одбор — општинама на Косову и Метохији управљали су општински административни одбори на челу са општинским управницима УНМИК-а
- Централна фискална управа — била је одговорна за управљање консолидованим буџетом који се састојао од буџета административних одељења и општина.